# Bodegón con caza. verdura y fruta (Sánchez Cotán)
El Bodegón con caza. verdura y fruta es una obra de Juan Sánchez Cotán, actualmente en el Instituto de Arte de Chicago.  

## Introducción
Sánchez Cotán realizó pinturas religiosas, paisajes y algún retrato, pero es especialmente famoso por sus siete bodegones conocidos. Estas obras se caracterizan por su serenidad, equilibrio y una composición casi matemática, sin ninguna agitación.barroca,siendo algunos interpretados en clave religiosa, aunque en los textos de aquella época nada se dice al respecto.
La pintura de bodegón tiene sus antecedentes en la pintura mural, ya en el antiguo Egipto y en la antigua Roma. A partir de Giotto, aparecen bodegones en partes de composiciones de diverso tipo, pero solo devino un género aparte —en la pintura de caballete— a finales del siglo XVI.  Antes de ingresar —en 1603— en la Cartuja de Granada, el pintor hizo un inventario de sus bienes donde se cita un bodegón que muy probablemente sea la presente obra. Por lo tanto, sus bodegones deben ser los primeros en España y de los primeros de Europa, ya que el Cesto con frutas de Caravaggio es de ca 1596.

## Análisis de la obra

### Datos técnicos y registrales
- Instituto de Arte de Chicago, n º. de inventario: 1955.1203;[6]
- Pintura al óleo sobre lienzo;
- Dimensiones: 67,8 x 88,7 cm;
- Datación: hacia 1600-1603;
- Consta con el n º. 90 en el catálogo de Emilio Orozco.[7]

### Descripción de la obra
Para realizar este lienzo, Cotán seguramente partió del Bodegón con membrillo, repollo, melón y pepino, añadiendo cuatro aves de caza muertas y una hortaliza. Como en aquella obra, los elementos están encuadrados por una ventana, cortada por la parte de arriba. Están fuertemente iluminados desde el ángulo superior izquierdo, destacando ante un fondo oscuro. De derecha a izquierda, aparecen colgados un ánade, un francolín, una codorniz y una perdiz, siguiendo una gradación no solo de mayor a menor -—excepto las dos últimas aves—- sino también de afuera hacia adentro. A la izquierda y debajo de las aves aparecen los vegetales. Formando una parábola, de izquierda a derecha, hay un membrillo y una col —pendiendo de cordeles— un melón, una tajada de esta fruta y un pepino. El pintor añade otro elemento en el borde inferior izquierdo, para compensar el recargamiento del lado derecho.
El pintor muestra gran minuciosidad sugiriendo las superficies, en este caso el plumaje de las aves, que contrasta con la tersura de las frutas y la rugosidad de la col. Procura evitar superposiciones, salvo en las patas del ánade, que ocultan parte del pepino. Aunque cada objeto tiene su independencia e individualidad, en esta obra hay un amontonamiento que recuerda al del Bodegón de caza, hortalizas y frutas. Al llenar, con las cuatro aves colgadas, el hueco triangular del Bodegón con membrillo, repollo, melón y pepino, Cotán se atuvo más a la sensibilidad barroca, pero perdió parte del equilibrio y del ritmo de dicha obra, que quedaban realzados por el oscuro espacio vacío tras la ventana.

### Procedencia
- En posesión del artista, antes de su ingreso en la Cartuja de Granada, en agosto de 1603;
- Probablemente es la pieza que adquirió Diego de Valdivieso; .
- Bernardo de Sandoval y Rojas;[11]
- Adquirido junto con otros cuatro bodegones para la Galería del Mediodía del Palacio Real de El Pardo;[12]
- Probablemente sea uno de los dos bodegones de Cotán catalogados en El Escorial —en 1809— para ser llevados a Madrid;
- Vendido en Múnich, a Hugo Helbing, 24–25 de noviembre de 1933, lote 79, pl. 4;
- August L. Mayer;
- Colecciones de Pinturas del Estado de Baviera
- Colección privada en Alemania; .
- Frederick Mont and Newhouse Galleries, New York;
- Vendido al Instituto de Arte de Chicago, en 1955.